# Distrito electoral de Funston (condado de Scotts Bluff, Nebraska)
Funston (en inglés: Funston Precinct) es un distrito electoral ubicado en el condado de Scotts Bluff en el estado estadounidense de Nebraska. En el Censo de 2010 tenía una población de 643 habitantes y una densidad poblacional de 6,7 personas por km².

## Geografía
Funston se encuentra ubicado en las coordenadas 41°57′58″N 103°38′1″O / 41.96611, -103.63361. Según la Oficina del Censo de los Estados Unidos, Funston tiene una superficie total de 95.97 km², de la cual 92.96 km² corresponden a tierra firme y (3.14%) 3.01 km² es agua.

## Demografía
Según el censo de 2010, había 643 personas residiendo en Funston. La densidad de población era de 6,7 hab./km². De los 643 habitantes, Funston estaba compuesto por el 95.96% blancos, el 0.16% eran afroamericanos, el 0.16% eran asiáticos, el 2.02% eran de otras razas y el 1.71% pertenecían a dos o más razas. Del total de la población el 9.64% eran hispanos o latinos de cualquier raza.